# ESPN
 (транскр.  И-Ес-Пи-Ен) је амерички кабловски спортски канал у власништву ESPN Inc., који се начази у власништву The Walt Disney Company (80%) и Hearst Communications (20%). Предузеће је основано 1979. године од стране Била Расмусена заједно са сввојим сином Скотом Рамусеном и Едом Иганом.